# Згоба Дарія Ярославівна
Дарія Ярославівна Згоба — українська гімнастка.

## Кар'єра
Дарія Згоба представляла Україну на Пекінській Олімпіаді. Найкраще місце — 8 у вправах на брусах. Тренер Крижанівська Оксана Іванівна.